# James Hodson
James Lansdale Hodson, född 1891, död 28 augusti 1956, var en brittisk författare.
James Hodson verkade som journalist, var medarbetare i Daily Mail 1913–1929, News Chronicle 1926–1936, var krigskorrespondent under andra världskriget på västfronten 1939–1940, i Mellersta östern och Burma 1941–1942 och deltog i arbetet på officella filmer 1943–1945. Hodson framträdde som skönlitterär författare med romaner, bland annat Grey dawn – red night (1929, svensk översättning Grå dagar - röda nätter, 1930), Harvest in the North (1934), God's in his heaven (1935), Jonathan North (1939) och English family (1947), samt skådespel, såsom Nelson (1936), Towards the morning (1941), Home front (1944) och And yet I like America (1945).